# アメデー・ガストゥエ
アメデー・アンリ・ギュスターヴ・ノエル・ガストゥエ（Amédée Henri Gustave Noël Gastoué, *1873年3月13日 パリ - †1943年6月1日 クラマール）はフランスの音楽学者・作曲家。ローマ教皇ピウス10世によって教皇庁聖グレゴリウス大勲章騎士団長に選ばれている。

## 略歴
アルベール・ラヴィニャックとアレクサンドル・ギルマンに師事。ベルヴィルの聖ジャン＝バティスト教会の楽長や、スコラ・カントルムのグレゴリオ聖歌の教師を歴任したように、教会音楽、特にビザンチン聖歌に造詣が深く、またアルメニアの芸術音楽にも特別な関心を寄せた。パリ・カトリック大学やスタニスラス学院、リセ・モンテーニュにおいてもコラールや中世の音楽を指導している。1934年から1936年までフランス音楽学会の会長を務め、1939年にも会長に再選された。
教会音楽の歴史（特にグレゴリオ聖歌）に関する著作を数点上梓したほか、宗教曲や管弦楽曲、室内楽、オルガン曲、ピアノ曲を作曲した。
オルガニストで合唱指揮者のエマニュエル・トランク（Emmanuel Trenque）は、ガストゥエの兄弟の曾孫にあたる。

## 主要作品一覧
- 『パリの典礼聖歌の歴史』（Histoire du chant liturgique à Paris. Poussielgue, Paris）
- 『カロリンガ朝の初期から末期まで』（Des origines à la fin des temps carolingiens. Bd. 1, 1904）
- 『ローマ聖歌の発祥～グレゴリオ聖歌のアンティフォナ』（Les origines du chant romain. L'antiphonaire grégorien. Picard, Paris 1907）
- 『セザール・フランクの生涯』（César Franck 1822-1890. Notice biographique. 1908）
- 『グレゴリオ聖歌の和声付けについて』（Traité d'harmonisation du chant grégorien. 1910）
- 『グレゴリオ聖歌の芸術』（L'art grégorien. Edition Alcan, Paris 1911）
- 『古代から古典派時代までのフランスのオルガン』（L'orgue en France de l'antiquité au début de la période classique. Schola Cantorum, Paris 1921）
- 『アルメニアとその歴史的芸術』（L'Arménie et son art traditionnel. 1929）
- 『教会と音楽』（L'église et la musique. Grasset, Paris 1936）
- 『Aptの14世紀から16世紀の手稿譜』（Le Manuscrit de musique du trésor d'Apt XIV - XVe siècle. 1936）
- 『ジョルジュ・ビゼー』（Georges Bizet. Dumoulin, Paris 1938）
- 『14世紀から18世紀までの伯爵領におけるアヴィニョンの音楽』（La musique à Avignon et dans le Comtat du XIV au XVIIIe siècle.）